# Estou Pronto
Estou Pronto é o segundo álbum de estúdio do Ministério Unção de Deus, lançado em setembro de 2010 pela gravadora Graça Music na ExpoCristã realizada naquele ano.
Comparado ao álbum anterior, este traz uma presença maior das guitarras, bateria e baixo e uma sonoridade pop rock mais diferencial que no trabalho Para Chamar Tua Atenção. A banda optou por não utilizar arranjos de metais, muito menos de cordas na obra. Dentre as canções, destaca-se o single "Eu Nunca Me Esqueci de Você".
O álbum foi produzido pelo pianista Ronald Fonseca em parceria com o baixista e produtor musical Jamba, que segundo o vocalista Rafael Novarine optaram por dar um ar "pop" à obra. O projeto gráfico foi produzido por Alex Mendes numa embalagem digipack.

## Faixas
1. "Estou Pronto"
2. "Ele é o Rei"
3. "Seja Adorado"
4. "Eu Escolho"
5. "Eu Nunca me Esqueci de Você"
6. "Precioso Bem"
7. "Mais uma Vez"
8. "Eu me Lembro"
9. "Eu Confio em Ti"
10. "Alvo Maior"
11. "Deixa eu Te Dizer"

## Ficha técnica
Banda
- Rafael Novarine - Vocal
- Hosanna Canabarro - Vocal
- Fernandinho - Baixo
- Leonardo Novarine - Bateria
- Fabiano - violão

Músicos convidados
- Ronald Fonseca - Produção musical, piano e arranjos
- Isaac Ramos - guitarra e violão
- Jamba - Produção musical